# Holossy ditej

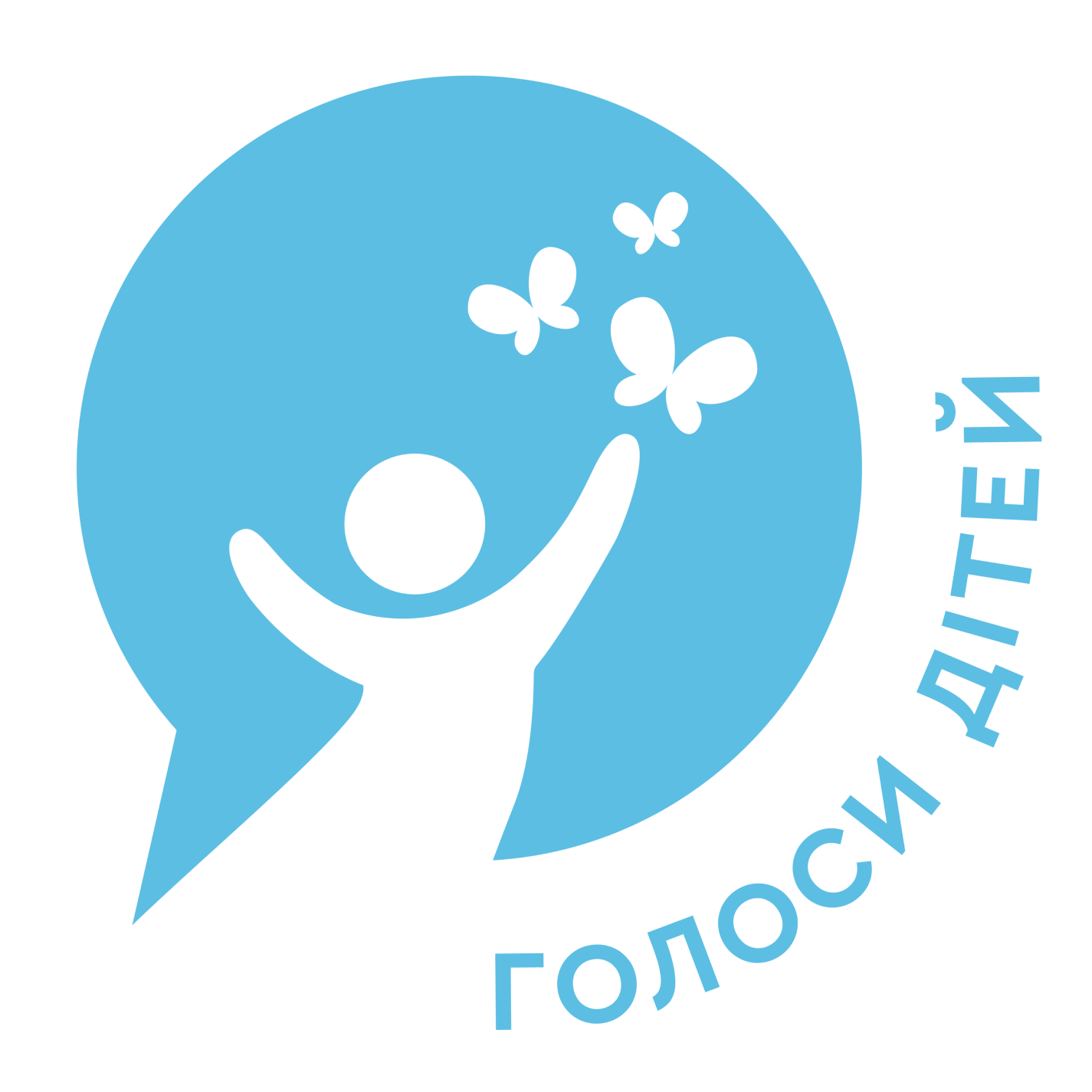

Die Wohltätigkeitsstiftung Holossy ditej („Stimmen der Kinder“) (ukrainisch Благодійний фонд «Голоси дітей») ist eine seit 2015 bestehende gemeinnützige Organisation in der Ukraine. Die Stiftung unterstützt vom Krieg betroffene Kinder und Familien und setzt sich für die Rechte und Interessen von Kindern ein.
Die Stiftung hat drei Hauptaufgaben: psychologische und psychosoziale Unterstützung, individuelle humanitäre Hilfe für Familien, Eintreten für Kinderrechte.

## Geschichte
Im Jahr 2015, nach Beginn der bewaffneten Aggression Russlands gegen die Ukraine, zog Olena Rozvadovska in den Osten der Ukraine und organisierte in der Nähe der Frontlinie eine Reihe von Programmen zum Schutz der vom Krieg betroffenen Kinder. Sie arbeitete mit Organisationen wie der Schweizer Stiftung für Minenräumung, Marcy Corps, der Humanitären Aktion des Papstes für die Ukraine (Italien), dem War Childhood Museum (Bosnien und Herzegowina) und anderen zusammen.
Im Jahr 2019 arbeitete Olena Rozvadovska mit den Regisseuren Simon Lereng Vilmont und Azad Safarov an der Produktion des Films „Ein Haus aus Splittern“ über Kinder aus einem zerstörten Waisenhaus, deren Schicksal sich schlagartig änderte.
Ebenfalls 2019 wurde die Stiftung offiziell registriert. Seit März 2023 verfügt sie über 14 Zweigstellen, sie betreibt eine Hotline für kostenlose psychologische Hilfe. Ein Team aus mehr als hundert Psychologen, Psychotherapeuten, Freizeitspezialisten, Anwälten und Koordinatoren betreut Kinder in verschiedenen Regionen des Landes.

## Aktivitäten
Psychosoziale Unterstützung:
- Psychologen und psychosoziale Unterstützungsteams arbeiten persönlich mit Kindern und Eltern in Kiew und der Region, in Lemberg, Truskawez, Schidnyzja, Iwano-Frankiwsk, Tscherniwzi, Berehowe, Ternopil, Krywyj Rih, Mykolajiw, Charkiw, Wysoke, Tschernihiw und Dnipro. Die Arbeit findet sowohl in eigenen Räumen als auch mit mobilen Teams statt;

- Für Ukrainer, die sich vorübergehend im Ausland aufhalten, steht sowohl in der Ukraine als auch im Ausland psychologische Online-Unterstützung zur Verfügung;
- Organisation von Freizeit- und Erholungscamps für Kinder, Jugendliche und Familien[6];
- Psychosoziale Rehabilitationsprogramme für Familien von Zivilisten und Militärangehörigen, die vom Krieg schwer betroffen sind, genannt „Camp+“;
- Durchführung von Schulungen für Psychologen, Lehrer und Sozialarbeiter;
- Organisation der Rehabilitation von Kindern mit Autismus-Spektrum-Störung und Zerebralparese.

Humanitäre Hilfe für Familien und Gemeinschaften:
- Bereitstellung individueller humanitärer Hilfe für Familien auf Anfrage unabhängig vom Wohnort (Bereitstellung der notwendigen Haushaltsgeräte; Hilfe bei der Wohnungssuche);
- Zusammenarbeit mit Freiwilligeneinrichtungen, Schulen, Orten des kompakten Wohnens;
- Organisation von Unterkünften in Schulen und sicheren Räumen in Gemeinden;
- Unterstützung bei der Evakuierung von Kindern und Familien aus Kriegsschauplätzen.

Interessenvertretung für Kinderrechte:
- Schaffung von Mechanismen für Kinderkreativräte als Beratungsgremium für Kinder in der Stiftung und in den Zweigstellen;
- Aufzeichnung von Verletzungen der Kinderrechte im Kriegszustand[7];
- weltweite Aufmerksamkeit auf die Probleme der ukrainischen Kinder lenken[8];
- Unterstützung von Familien in rechtlichen Angelegenheiten.

## Fondserfolge
Nach eigenen Berichten für das Jahr 2022, hat die Wohltätigkeitsstiftung insgesamt mehr als 42.000 Kindern und Erwachsenen geholfen:
- Bereitstellung qualifizierter psychologischer Hilfe für 4.700 Kinder und 1.872 Erwachsene;
- leistete humanitäre Hilfe für mehr als 13.000 Familien;
- 224 Kinder mit Behinderungen erhielten Rehabilitationshilfe;
- führte etwa 4.000 individuelle und gruppenpsychologische Sitzungen mit Kindern und Eltern durch;
- organisierte mehr als 600 Aktivitäten zur psychosozialen Unterstützung von Kindern.

Am 1. März 2023 stellte die Holossy ditej im OSZE-Hauptquartier den jährlichen Überwachungsbericht über die Kriegsverbrechen Russlands gegen die Ukraine vor und sprach über die Probleme ukrainischer Kinder. An dem Briefing in Wien nahmen 55 Diplomaten aus 40 OSZE-Teilnehmerstaaten teil. Seit Beginn der umfassenden Invasion war die Stiftung eine der ersten Nichtregierungsorganisationen, die damit begannen, monatliche Überwachungsberichte über russische Kriegsverbrechen gegen ukrainische Kinder zu erstellen.
Anfang April 2022 erstellte Forbes eine Bewertung der effektivsten gemeinnützigen Stiftungen. Holossy ditej schaffte es in die Top Ten und sammelte 68,3 Millionen Hrywnja für die Bedürfnisse von Kriegsopfern.
Der von der Ukraine, Dänemark, Schweden und Finnland gemeinsam produzierte Film „Ein Haus aus Splittern“ unter der Regie von Simon Lereng Vilmont wurde Anwärter auf den „Oscar“ in der Nominierung Bester abendfüllender Dokumentarfilm Film. Der Film entstand in Zusammenarbeit mit der Stiftung.
Die Stiftung erhielt die Mitgliedschaft im International Network of Organizations and Individuals Eurochild nach einem Schnellverfahren, allerdings dauert die Genehmigung der Mitgliedschaft in dieser Organisation mehrere Jahre. Bisher sind nur wenige Teilnehmer aus der Ukraine Mitglieder von Eurochild.
Im Jahr 2022 wurde die Stiftung Mitglied des internationalen Expertenrats der Generalstaatsanwaltschaft der Ukraine.
Ende 2022 erhielt die Stiftung vom Kommissar für Menschenrechte eine Auszeichnung für ihre systematische Arbeit im Bereich des Menschenrechtsschutzes.
Mehr als 20 Organisationen haben sich im Ukrainischen Netzwerk für Kinderrechte zusammengeschlossen. Im Jahr 2022 traten die Holossy ditejdiesem Zusammenschluss bei und die Mitbegründerin des Fonds, Olena Rozvadovska, wurde in den Vorstand des Ukrainischen Netzwerks für Kinderrechte eingeladen.
Im Jahr 2022 schufen die amerikanische Sängerin Madonna und der NFT-Künstler Beeple das Triptychon „Mutter der Schöpfung“, das aus NFT-Videos besteht. Die im Laufe des Jahres durch den Verkauf gesammelten Mittel wurden an drei Wohltätigkeitsorganisationen auf der ganzen Welt gespendet. Eine davon war die Wohltätigkeitsstiftung Holossy ditej.
Die Arbeit der Stiftung wurde von Fernsehmoderatorin Oprah Winfrey zur Kenntnis genommen, die auf ihrer Website Informationen über die Spendensammlung für die „Stimmen der Kinder“ veröffentlichte.

## Projekte
Zu den Projekten im Rahmen der Stiftungsprogramme gehören:
Camp+ ist ein 21-tägiges psychosoziales Rehabilitationsprogramm in den Karpaten. In dieser Zeit führen Psychologen und Psychotherapeuten Einzel- und Gruppensitzungen, Körpertherapie, Kunsttherapie, Arbeit mit Kindern und Erwachsenen auf Anfrage usw. durch.
Der Kinderbeirat ist ein auf Initiative der Stiftung gegründetes Beratungsgremium. Es besteht ausschließlich aus Kindern und sie sind an Diskussionen über alle wichtigen Themen beteiligt, die ihr Leben betreffen. Auf diese Weise gibt die Stiftung Kindern eine Stimme und bezieht sie in die Entscheidungsfindung ein.
„Krieg durch die Stimmen der Kinder“. Am Jahrestag der Invasion veröffentlichte die Stiftung das Buch „Krieg durch die Stimmen der Kinder“ auf Ukrainisch und Englisch. Es enthält etwa 100 Zitate, die die paradoxe Sicht der Kinder auf den Krieg veranschaulichen. Die Zitate werden von Designern, Künstlern, Fotografen und berühmten Persönlichkeiten aus der ganzen Welt illustriert. Der gesamte Erlös aus den Buchspenden wird für die psychologische Betreuung von Kindern verwendet. Am 22. Februar 2023 organisierte die Stiftung eine Ausstellung zur Präsentation des Buches.
„Hörst du?“ Am 1. Juni 2023, dem Kindertag, startete die Stiftung eine soziale Kampagne, die dazu aufruft, Kindern Gehör zu verschaffen, wenn sie über den Krieg sprechen. Im Rahmen der Kampagne schrieben Kinder Briefe darüber, wie sie den Krieg in der Ukraine erleben, und berühmte Ukrainer und Ausländer lasen diese Briefe und veröffentlichten Videos in ihren sozialen Medien. Auf diese Weise gab die Stiftung Kindern einen Raum, sich auszudrücken, damit sie die schwierigen Erfahrungen des Krieges leichter bewältigen konnten. Ziel der Kampagne ist es auch, die internationale Gemeinschaft auf die Probleme der ukrainischen Kindheit aufmerksam zu machen.
Überwachungsberichte. In Zusammenarbeit mit dem Kharkiv Institute for Social Research dokumentiert die Wohltätigkeitsstiftung „Stimmen der Kinder“ seit Beginn der groß angelegten Invasion die Kriegsverbrechen Russlands gegen Kinder in der Ukraine. Die Stiftung erstellt monatliche Berichte und am 22. Februar 2023 wurde ein jährlicher Überwachungsbericht aller dokumentierten Kriegsverbrechen vorgelegt.
Chroniken der Kriegskinder. Die Stiftung sammelt Videogeschichten von Kindern und veröffentlicht sie auf ihrem YouTube-Kanal. Dies ist eine Reihe motivierender Videos über das Schicksal von Kriegskindern in der Ukraine, ihre Ideen und Träume, Hoffnungen und Erfolge. Die Initiative wurde mit Unterstützung von Isar Ednannia im Rahmen des Projekts Civil Society Sectoral Support Initiative ins Leben gerufen.

## Partnerprojekte
„Voices of Donbas“ ist ein Gemeinschaftsprojekt der Stiftung Suspilne Donbas. Hierbei handelt es sich um eine Reihe von Fernsehprogrammen, die vom Team unter der Leitung von Azad Safarov im Rahmen des offenen Wettbewerbs „Create with Suspilne“ erstellt wurden. 12 Videos zeigen Geschichten von klugen und talentierten Kindern, die unter schwierigen militärischen Bedingungen aufwachsen, aber trotz des Krieges ihre Träume verfolgen.
Das War Childhood Museum ist eine internationale Plattform, die die Zeugnisse von Menschen dokumentiert, deren Kindheit vom Krieg in der Vergangenheit geprägt war oder die noch immer in Kriegsgebieten und in den Frontgebieten leben. In der Ukraine ist das Museum seit 2020 eröffnet. Die Wohltätigkeitsstiftung „Stimmen der Kinder“ ist Partner des Museums. Fast 80 Kindergeschichten wurden von der Vorstandsvorsitzenden der Stiftung Olena Rozvadovska gesammelt. Heute sind im Museum mehr als 130 Exponate gesammelt.
„Eine gute Familie ist ein glückliches Kind“ – ein Aufsatzwettbewerb für Studenten, initiiert von der Wohltätigkeitsstiftung „Stimmen der Kinder“, dem Kinderdienstbüro des Lemberger Stadtrats mit Informationsunterstützung des Online-Nachrichtenportale Zaxid.net. Im Rahmen des Wettbewerbs wurden die Teilnehmer aufgefordert, eine berührende Geschichte über Adoption, Familienformen der Erziehung oder die Suche nach Eltern und Zuhause zu erzählen. Die Gewinner erhielten eine Technik zum Trainieren oder Üben. Die Partner waren die Nationale Polytechnische Universität Lemberg, die Ivan-Franko-National Universität und Fakultät für Journalismus und Kommunikation der Ukrainischen Katholischen Universität.